# Caligula (album musicale)
| Recensione | Giudizio |
| ---------- | -------- |
| Ondarock   | 8,5      |

Caligula è il terzo album della cantautrice e musicista Lingua Ignota.

## Tracce
Testi di Kristin Hayter, musiche di Seth Manchester.
1. Faithful Servant Friend of Christ – 4:42
2. Do You Doubt Me Traitor – 9:34
3. Butcher of the World – 6:33
4. May Failure Be Your Noose – 4:32
5. Fragrant Is My Many Flower'd Crown – 5:07
6. If the Poison Won't Take You My Dogs Will – 6:30
7. Day of Tears and Mourning – 4:43
8. Sorrow! Sorrow! Sorrow! – 6:31
9. Spite Alone Holds Me Aloft – 7:24
10. Fucking Deathdealer – 2:32
11. I Am the Beast – 7:53